# Koproduzent (Soziale Arbeit)
In der Sozialen Arbeit kann diejenige Person als Koproduzent bezeichnet werden, die eine soziale Dienstleistung in Anspruch nimmt. Für die Beziehung zwischen ihr und dem Dienstleistenden gibt es mehrere Begriffe, so z. B. Kunde, Klient oder Adressat. Die Rede vom Koproduzenten betont die soziale Rolle und das Verständnis der sozialen Arbeit, dass der Betroffene bei der Leistungserbringung in einer aktiven Weise mitwirkt.
In diesem Verhältnis ist die Tätigkeit des professionellen Koproduzenten systematisch in den Entwicklungsprozess der sich selbst entwickelnden Person, die die Dienstleistung in Anspruch nimmt, integriert und untergeordnet.
Die Tätigkeit der professionellen Koproduzenten kann aus deren Perspektive als Erziehung, Bildung, Unterricht, Beratung, Unterstützung und Pflege betrachtet werden. Aus der Perspektive der Produzenten sind diese Aktivitäten eher als Aneignung von Verhalten, Wissen, Bildung und Gesundheit und somit als Produktion der eigenen Person zu sehen.
Die Rolle des professionellen Koproduzenten in der Sozialen Arbeit folgt somit den Regeln dieses Entwicklungsprozesses, die im sich entwickelnden Individuum selbst begründet sind.

## Geschichte des Begriffs
Die Idee der Koproduktion, ein zentrales Konzept der sozialen Arbeit und Dienstleistungserbringung, entwickelte sich bereits in den späten 1970er Jahren. und hatte bereits eine lange Geschichte, z. B. in Bürgerwehren oder Geschworenengerichten.
Laut Alford verlagerte sich die Aufmerksamkeit seit Mitte der 1980er Jahre von der Koproduktion auf die Vermarktlichung im öffentlichen Sektor, aber seit Mitte der 1990er Jahre ist ein erneutes Interesse zu verzeichnen. In den USA hat sich die Koproduktion zu einer zentralen Plattform innerhalb der kommunitären Bewegung entwickelt, die direkte Beteiligungsformen bei Dienstleistungen bevorzugt (z. B. Selbsthilfegruppen und soziale Unterstützungsnetzwerke). Das Konzept der Koproduktion ist vor allem in Ländern mit großen Wohlfahrtsstaaten anzutreffen, so dass das eine nicht notwendigerweise das andere ersetzen muss.

## Rezeption des Begriffs
Das Konzept der Koproduktion gilt als wichtiger Schritt hin zu einem emanzipatorischen Verständnis von Sozialer Arbeit.
Allerdings gibt es auch Kritik an dieser Theorie, insbesondere an der technologischen Ausrichtung und der Verwendung von Begriffen wie „Produktion“ und der Verortung des Konzepts, das Soziale Arbeit eher als Soziale Dienstleistung versteht. Kritiker argumentieren, dass die Beziehung zwischen Sozialarbeitern und „Koproduzenten“ keine gleichberechtigte Beziehung darstellt und dass das Konzept der Reziprozität in diesem Zusammenhang problematisch sein kann. Dies würde auch nicht unbedingt mit dem doppelten Mandat der Sozialen Arbeit vereinbar sein. Es wird darauf hingewiesen, dass in sozialen Notsituationen, in denen es um Veränderung und Krisenbewältigung geht, häufig Regelungen getroffen werden müssen, die sich gegen den Willen der Klienten richten und ihre „Souveränität“ einschränken. Dies gilt insbesondere für Maßnahmen wie Fremdunterbringung oder Vollzugsbegleitung, die den Zwangscharakter sozialpädagogischer Interventionen deutlich machen.